# Hospital Municipal Cotahuma
El Hospital Municipal Cotahuma es uno de los 12 centros de atención en salud más importantes en la ciudad de La Paz, sede de gobierno de Bolivia.
El Hospital fue inaugurado en 2017 y ofrece servicios que corresponden al 3er nivel de centros de salud el Gobierno Autónomo Municipal de La Paz realizó una inversión de 10 millones de dólares para su construcción.

## Servicios
Durante 2018 llegó a prestar servicio hasta 250 pacientes por día, convirtiéndose en un referente de la zona y de la ciudad, entre las especialidades que ofrece se encuentran:
- Medicina general
- Traumatología
- Medicina interna
- Pediatría
- Cirugía general
- GIineco obstetricia
- Gastroenterología
- Fisioterapia
- Nutrición
- Psiquiatría
- Trabajo social

### Emergencias
- Laboratorio
- Radiología
- Ecografía